# Claus Meyer
Pour les articles homonymes, voir Meyer.

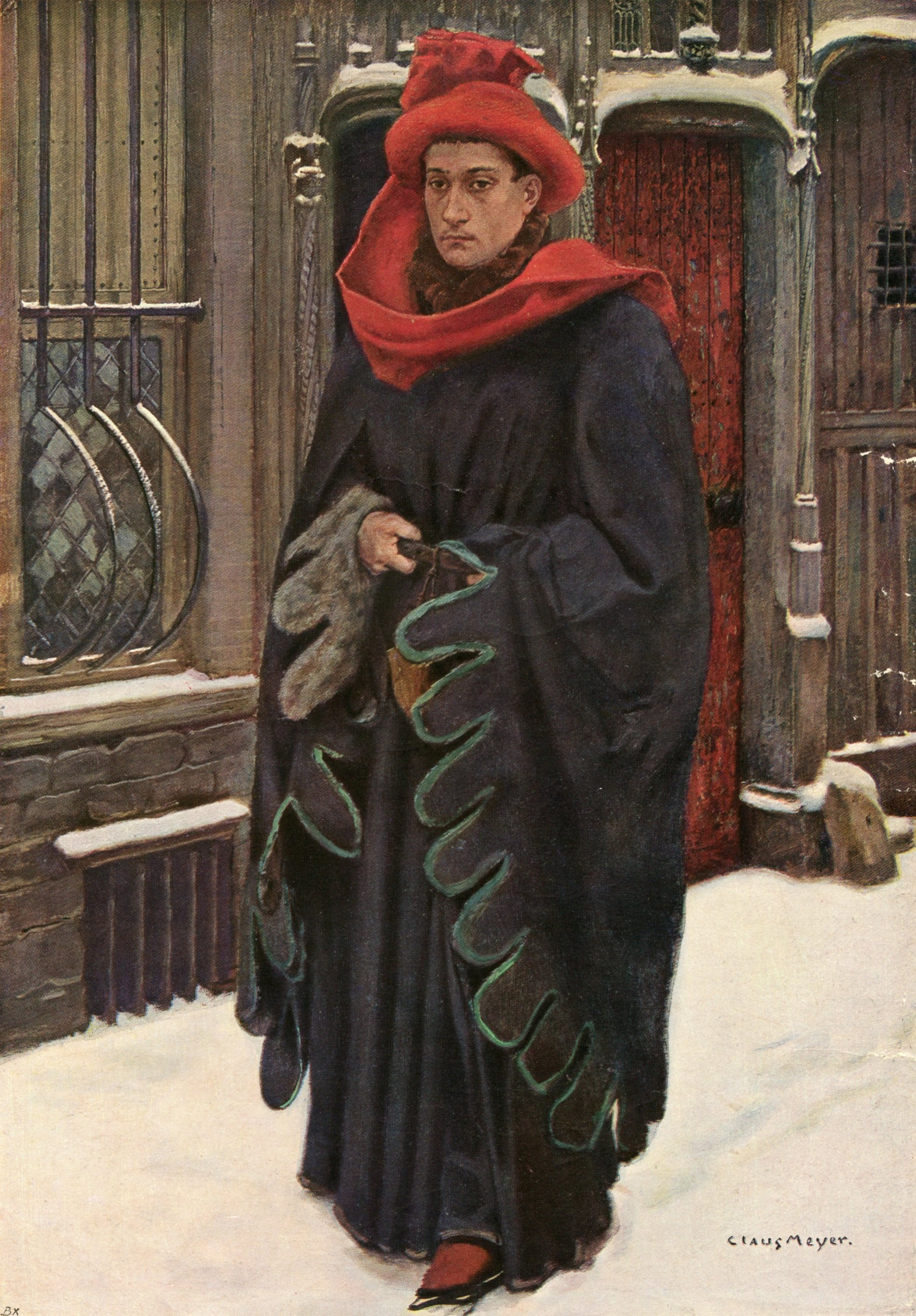
L'Échevin de Bruges

Claus Meyer, de son vrai nom Eduard August Nicolaus Meyer (né le 20 novembre 1856 à Linden, mort le 9 novembre 1919 à Düsseldorf), est un peintre allemand.

## Biographie
Il commence ses études en 1875 à l'académie des beaux-arts de Nuremberg auprès d'August von Kreling puis va l'année suivante à l'académie des beaux-arts de Munich où il est l'élève de Sándor Wagner et Ludwig von Löfftz.
De 1890 à 1895, il est professeur à l'académie des beaux-arts de Karlsruhe puis en 1895 à l'académie des beaux-arts de Düsseldorf à la place de Wilhelm Sohn.
En 1900-1901, il peint, au nom de l'association d'art pour la Rhénanie et Westphalie (de), la fresque L'Engagement des enfants dans la salle des chevaliers du château de Burg. En 1904, il est juge à un concours organisé par le producteur de chocolat de Cologne Ludwig Stollwerck (de) pour des conceptions pour une publicité commune par Stollwerck et le producteur de vin mousseux Hektell.